# Magdalena Cielecka
Magdalena Lucyna Cielecka (ur. 20 lutego 1972 w Myszkowie) – polska aktorka teatralna, telewizyjna i filmowa.

## Życiorys

### Wczesne lata
Dzieciństwo spędziła w Żarkach-Letnisku. Ukończyła VII Liceum Ogólnokształcące im. Mikołaja Kopernika w Częstochowie. Za sprawą polonistki zainteresowała się teatrem, a do egzaminów wstępnych do szkoły aktorskiej przygotowywał ją częstochowski aktor Marek Ślosarski. Maturę zdała w 1991 roku. W 1995 ukończyła studia na Wydziale Aktorskim Państwowej Wyższej Szkoły Teatralnej w Krakowie.

### Kariera
Zadebiutowała w filmie Barbary Sass Pokuszenie (1995). Za pierwszoplanową rolę w tym filmie została laureatką nagrody Festiwalu Polskich Filmów Fabularnych. W latach 1992–1997 związana ze Starym Teatrem w Krakowie. Największą popularność zdobyła dzięki występowi w filmie Samotność w sieci, roli w serialach: Magda M. i Chyłka oraz rolom teatralnym, szczególnie w Teatrze Rozmaitości w Warszawie. Od 2008 jest członkiem zespołu Nowego Teatru w Warszawie.
Występowała w Nowym Jorku (Dybuk, 2004; Krum, 2007 – spektakle w reżyserii Krzysztofa Warlikowskiego), Francji (Awinion), Belgii, na festiwalu w Edynburgu (wzbudzając entuzjazm brytyjskiej krytyki w 2008). W styczniu 2008 prezentowała dwa filmy ze swoim udziałem w Londynie (cykl „Polskie piękności”). W 2006 uczestniczyła w Festiwalu Polskich Filmów w Seattle. Na początku 2008 jako aktorka z filmu Katyń była obecna na festiwalu w Berlinie i na gali oscarowej. Na scenach teatralnych pracowała m.in. z Grzegorzem Jarzyną i Krzysztofem Warlikowskim. Wystąpiła także w wielu przedstawieniach Teatru Telewizji.
Jest twarzą firmy Avon w Polsce. Reklamowała także gazetę „Dziennik”. W dwunastej serii programu TVN Szymon Majewski Show parodiowała Joannę Krupę w części „Rozmowy w tłoku”.

## Życie prywatne
Jej ojciec, Zbigniew Cielecki, zmarł 6 września 1992 roku w wieku 45 lat. Przez kilka lat aktorka związana była z Grzegorzem Jarzyną, następnie z Andrzejem Chyrą, a w latach 2013–2019 – z Dawidem Wajntraubem. Jest w związku z Bartoszem Gelnerem.

## Filmografia

### Filmy
- 1995: Pokuszenie jako Anna
- 1996: Uczeń jako dziewczyna zaczepiona na ulicy Krakowa
- 1998: Amok jako Julia, była dziewczyna Maxa
- 1999: Jak narkotyk jako Anna Piwowska
- 2000: Egoiści jako Anka
- 2000: Weiser jako urzędniczka biura meldunkowego
- 2000: Zakochani jako Zosia Karska
- 2001: Listy miłosne jako Teresa Lenart
- 2003: Powiedz to, Gabi jako Baśka
- 2004: Trzeci jako Ewa
- Magdalena Cielecka (2016)

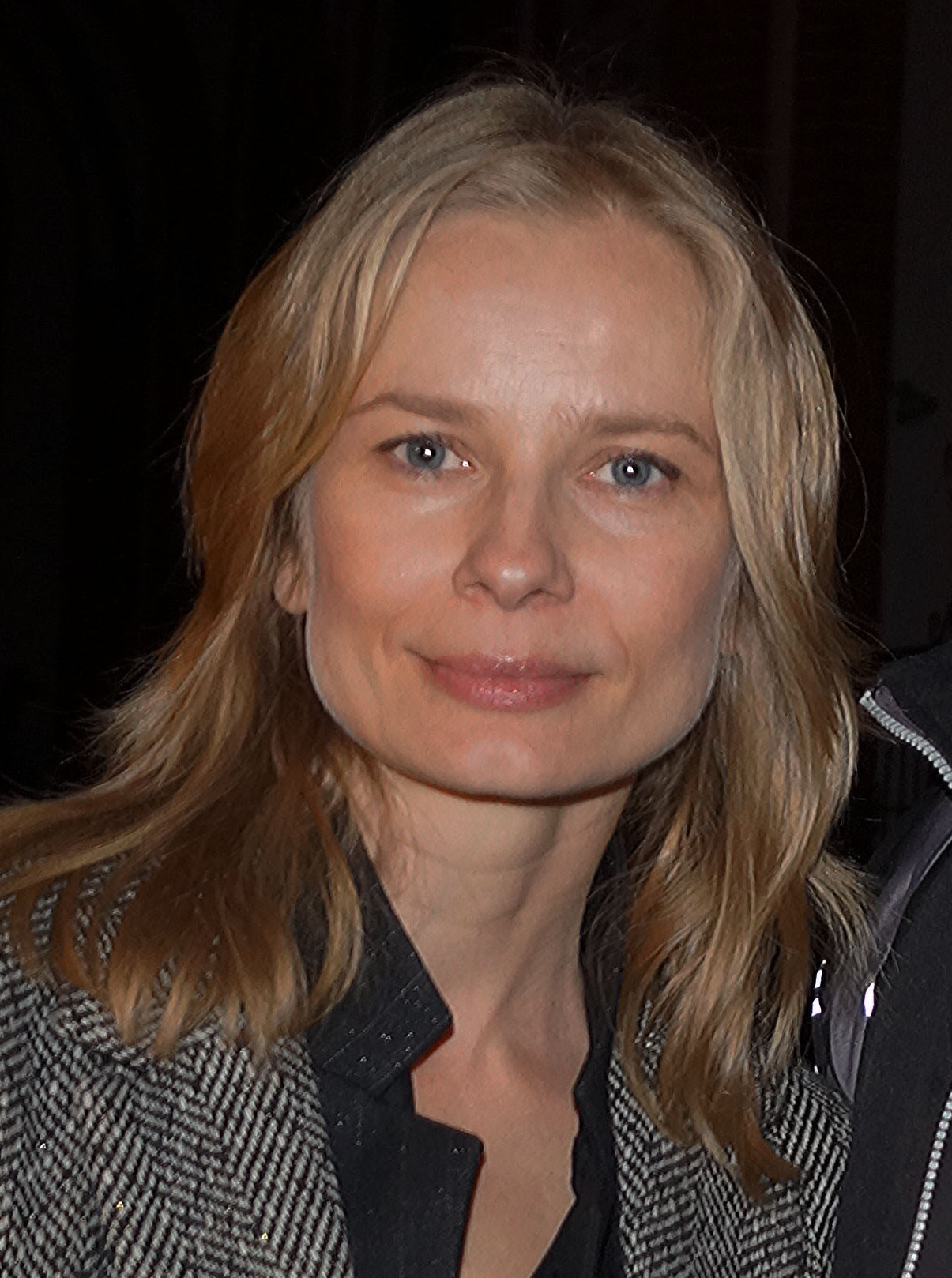
Magdalena Cielecka (2016)

2005: Po sezonie jako Emilia „Imeila” Orłowska
- 2005: Chaos jako Hanna von Bronheim
- 2006: Samotność w sieci jako Ewa
- 2006: Palimpsest jako Hanna
- 2006: Demakijaż jako Anita, dziewczyna Rafała
- 2007: Katyń jako Agnieszka, siostra porucznika Piotra Baszkowskiego
- 2009: Mniejsze zło jako aktorka
- 2010: Wenecja jako Joanna, matka Marka
- 2011: Jezioro jako córka
- 2012: Taniec śmierci. Sceny z Powstania Warszawskiego jako Irena
- 2015: Córki dancingu jako Boskie Futro
- 2015: Max i Helena jako Matylda Kerr
- 2016: Zjednoczone stany miłości jako Iza
- 2016: Pitbull. Niebezpieczne kobiety jako Izabela Zych
- 2017: Gwiazdy jako Anna Banaś-Danisz
- 2017: Najlepszy jako matka Jerzego
- 2019: Ciemno, prawie noc jako dziennikarka Alicja Tabor
- 2023: Miało cię nie być jako Joanna[5]
- 2023: Lęk jako Małgorzata[6]

### Seriale
- 1997: Sława i chwała jako Aniela, wychowanka starej Gołąbkowej (odcinki 5–7)
- 1998: Siedlisko jako Basia, doktorantka Kalinowskiego
- 2003–2005: Defekt jako prokurator Elżbieta Ginter
- 2005: Oficer jako Rita Wielgosz (odcinki 9, 11)
- 2005–2007: Magda M. jako Dorota Korzecka (odcinki 1, 2, 17–19, 22–30, 38, 39)
- 2005: Boża podszewka II jako Frau Peszke (odcinki 9, 11)
- 2006: Samotność w sieci jako Ewa
- 2006: Oficerowie jako Rita Wielgosz (odcinki 4, 9–12)
- 2008: Trzeci oficer jako Rita Wielgosz (odcinki 2, 4–6, 9, 10)
- 2010–2013: Hotel 52 jako Iwona Szwed, menadżer hotelu
- 2012: Bez tajemnic jako Natalia[7] (seria II)
- 2012–2013: Czas honoru[8] jako Ada Lewińska, dyrektor Departamentu Bezpieczeństwa Publicznego
- 2013: Prawo Agaty jako Danuta (odcinek 29)
- 2015: Prokurator jako patolog Ewa Sidlecka
- 2015: Pakt jako Ewa Grodecka
- 2016: Belfer jako Katarzyna Molenda, szefowa lokalnej fundacji
- 2017: Belle Epoque jako Konstancja Morawiecka
- 2018–2021: Chyłka jako mecenas Joanna Chyłka
- 2022: Mój agent jako ona sama (odcinek 1)[9]
- 2023: Dziewczyna i kosmonauta jako Marta Rybicka[10]

### Dubbing
- 2006: Karol. Papież, który pozostał człowiekiem jako Julia Ritter
- 2006: Broken Sword: Anioł śmierci jako Anna Maria Presa
- 2010: Maska
- 2012: Prawie jak gladiator jako Diana
- 2014: Czarownica jako Diabolina (Czarownica)
- 2015: Kopciuszek jako macocha
- 2017: Wonder Woman jako królowa Hipolita
- 2017: Thor: Ragnarok jako Hela
- 2017: Overwatch jako Moira
- 2019: Czarownica 2 jako Diabolina
- 2020: Zabij to i wyjedź z tego miasta jako matka dziewczynki w tramwaju

### Teledyski
- 2010: „Lucky in Hell!” Black River
- 2019: „Trofea” Dawid Podsiadło

## Role teatralne

### Teatr
Stary Teatr im. Heleny Modrzejewskiej w Krakowie
- 1992: Ich czworo Gabrieli Zapolskiej jako Dziecko, reż. Krzysztof Orzechowski
- 1995: Don Kichote Miguela de Cervantesa jako aktor-Diabeł, Emerencja i Królowa we śnie, reż. Marek Fiedor
- 1995: Operetka Witolda Gombrowicza, reż. Tadeusz Bradecki
- 1996: Ocaleni Edwarda Bonda jako Pam, reż. Gadi Roll
- 1996: Peer Gynt Henrika Ibsena jako Ingrid, Kobieta z Ziemi, reż. Marek Fiedor
- 1997: Klątwa Stanisława Wyspiańskiego jako Dziewka, reż. Andrzej Wajda
- 1997: Iwona, księżniczka Burgunda Witolda Gombrowicza jako Iwona, reż. Horst Leszczuk

Teatr Dramatyczny w Warszawie
- 1998: Niezidentyfikowane szczątki ludzkie i prawdziwa natura miłości jako Candy, reż. Grzegorz Jarzyna

Teatr Rozmaitości
- 1999: Magnetyzm serca Aleksandra Fredry jako Klara, reż. Sylwia Torsh
- 1999: Hamlet Williama Szekspira jako Ofelia, reż. Krzysztof Warlikowski
- 2000: Książę Myszkin według Fiodora Dostojewskiego jako Nastasja Filipowna Baraszkow, reż. Grzegorz Jarzyna
- 2001: Uroczystość Thomasa Vinterberga i Mogensa Rukova jako Pia, reż. Grzegorz Jarzyna
- 2002: 4.48 Psychosis Sarah Kane, reż. Grzegorz Jarzyna
- 2003: Burza Williama Szekspira jako Ariel, reż. Krzysztof Warlikowski
- 2003: Dybuk. Między dwoma światami Szymona Anskiego jako Lea/Żona Adama S., reż. Krzysztof Warlikowski
- 2007: Anioły w Ameryce Tony’ego Kushnera jako Anioł, Emily, reż. Krzysztof Warlikowski

Teatr Polonia
- 2006: Trzy siostry Antoniego Czechowa jako Natasza, reż. Krystyna Janda, Natasha Parry

Nowy Teatr w Warszawie
- 2009: (A)pollonia, reż. Krzysztof Warlikowski
- 2010: Koniec, reż. Krzysztof Warlikowski
- 2013: Kabaret Warszawski, reż. Krzysztof Warlikowski

Teatr IMKA w Warszawie
- 2010: Dzienniki Witolda Gombrowicza, reż Mikołaj Grabowski

Teatr Narodowy
- 2012: Kobieta z zapałkami jako kobieta, reż. Aleksandra Konieczna

Źródło.

### Teatr Telewizji
- 1996: Wassa Żeleznowa Maksyma Gorkiego jako Ludmiła, reż. Barbara Sass
- 1997: Adrianne Lecouvreur  Ernesta Legouvé’a i Eugène’a Scribe’a jako Jouvenot, reż. Mariusz Treliński
- 1997: Katarzyna jako Liza, reż. Barbara Sass
- 1997: Matka Courage i jej dzieci Bertolta Brechta jako Katarzyna, reż. Laco Adamík
- 1997: Bohater naszego świata Johna Millingtona Synge’a jako Pegeen Mike, reż. Ryszard Ber
- 1998: Ksiądz Marek Juliusza Słowackiego jako Judyta, reż. Krzysztof Nazar
- 1998: Monolog z lisiej jamy Jerzego Pilcha, reż. Jerzy Krysiak
- 1998: Disneyland Stanisława Dygata jako Agnieszka, reż. Filip Zylber
- 1998: Ściana Artura, czyli co zrobimy z Henriettą jako Delia, reż. Laco Adamík
- 1998: Książę Niezłomny Juliusza Słowackiego jako Feniksana, reż. Jerzy Krysiak
- 1999: Historia Witolda Gombrowicza jako Krysia, Szansonistka, reż. Horst Leszczuk
- 1999: Inne rozkosze Jerzego Pilcha jako Aktualna kobieta, reż. Rudolf Zioło
- 1999: Niedobra miłość Zofii Nałkowskiej jako Agnieszka Blizbor, reż Andrzej Łapicki
- 1999: Gorący oddech pustyni Gustawa Herlinga-Grudzińskiego jako Violetta, reż. Roland Rowiński
- 1999: Top dogs Ursa Widmera jako Jenkins, reż. Filip Zylber
- 1999: Niech no tylko zakwitną jabłonie Agnieszki Osieckiej, reż. Wojciech Kościelniak
- 1999: Niebo złote ci otworzę jako Ona, reż. Natalia Koryncka-Gruz
- 2000: Sandra K. Manueli Gretkowskiej jako Sandra, reż. Maria Zmarz-Koczanowicz
- 2001: Królowa Chłodu Radosława Figury jako królowa Chłodu, reż. Piotr Mularuk
- 2001: Letni dzień Sławomira Mrożka jako Dama, reż. Roland Rowiński
- 2002: Tartuffe, czyli obłudnik według Moliera jako Elmira, reż. Andrzej Seweryn
- 2002: I Bogu dzięki! Michała Komara jako Isabelle, reż. Janusz Majewski
- 2003: Święta wiedźma Christiana Skrzyposzka jako Święta, reż. Henryk Baranowski
- 2003: Akwizytorom dziękujemy Simona Blocka jako Stevie, reż. Ryszard Bugajski
- 2004: Komedia na dworcu Samuela Benchetrita jako Michelle, reż. Witold Adamek
- 2006: Piaskownica Michała Walczaka jako Ona II, reż. Dariusz Gajewski
- 2006: Kolekcja Harolda Pintera jako Stella, reż. Marcin Wrona
- 2006: Pan Gustaw i Matylda Stanisława Kuźnika jako Matylda, reż. Maciej Wojtyszko
- 2007: Pastorałka Leona Schillera jako Śmierć/Kolędnik, reż. Laco Adamík
- 2009: Przesilenie Davida Hare’a jako Nadia Blye, reż. Waldemar Krzystek
- 2009: Kwatera bożych pomyleńców Władysława Zambrzyckiego jako siostra Irenka, Ela, reż. Jerzy Zalewski
- 2009: Gry operacyjne według Petera Rainy jako Barbara, reż. Agnieszka Lipiec-Wróblewska
- 2011: Getsemani Davida Hare’a jako Meredith Guest, reż. Waldemar Krzystek
- 2013: Moralność pani Dulskiej jako pani Dulska, reż. Marcin Wrona

Źródła.

## Nagrody
- 1995 – nagroda za najlepszą pierwszoplanową rolę kobiecą na XX Festiwalu Polskich Filmów Fabularnych w Gdyni (za Pokuszenie)
- 1996 – nagroda dla najlepszego młodego aktora „Gwiazdy jutra” na MFF w Genewie (za Pokuszenie)
- 1996 – nagroda za debiut aktorski – Światowy Festiwal Filmów Telewizyjnych w Tokio (za Pokuszenie)
- 1998 – nagroda im. Aleksandra Zelwerowicza – przyznawana przez redakcję miesięcznika „Teatr” – za sezon 1997/1998, za rolę tytułową w Iwonie... w Starym Teatrze w Krakowie, Candy w Niezidentyfikowanych szczątkach ludzkich Brada Frasera w Teatrze Dramatycznym w Warszawie i Judytę w Księdzu Marku Juliusza Słowackiego w Teatrze TV
- 2000 – Polskie Nagrody Filmowe „Orły”: nominacja za najlepszą główną rolę kobiecą za film Amok
- 2001 – Polskie Nagrody Filmowe „Orły”: nominacja za najlepszą główną rolę kobiecą za film Zakochani
- 2002 – Polskie Nagrody Filmowe „Orły”: nominacja za najlepszą główną rolę kobiecą za film Egoiści
- 2002 – tytuł „Najpiękniejszej Polki” w plebiscycie Viva! Najpiękniejsi
- 2007 – Festiwal Dwa Teatry: Nagroda aktorska za rolę kobiecą w kategorii spektakli Teatru TV – za rolę Stelli w spektaklu Kolekcja Harolda Pintera w reżyserii Marcina Wrony
- 2008 – Herald Angel Award na festiwalu w Edynburgu
- 2009 – Festiwal Teatralny Boska Komedia 2009 Kraków Najlepsza Rola Żeńska: Magdalena Cielecka ((A)pollonia): za odwagę w – zaskakującym – przedstawieniu poświęcenia wychodzącego poza rolę ofiary
- 2012 – Telekamery Tele Tygodnia: nominacja w kategorii „Aktorka” za rolę w serialu Hotel 52
- 2013 – Festiwal Dwa Teatry: Nagroda aktorska za rolę kobiecą w kategorii spektakli Teatru TV – za rolę pani Dulskiej w spektaklu Moralność pani Dulskiej w reżyserii Marcina Wrony[13].

## Odznaczenia
- 2014 – Złoty Krzyż Zasługi[14][15]
- 2014 – Srebrny Medal „Zasłużony Kulturze Gloria Artis”[16]